# Gera (Lesbos)
Gera (Grieks: Γέρας) is een voormalige gemeente in het zuidoosten van het Griekse eiland Lesbos en behoort tot de regio Noord-Egeïsche Eilanden. De zetel van de gemeente was in de plaats Pappádos. Gera maakt sinds 2011 deel uit van de gemeente Lesbos.
De deelgemeente Gera grenst aan twee andere deelgemeenten, te weten Plomari in het westen en Evergetoulas in het noorden. In het oosten grenst het aan de Golf van Gera en in het zuiden aan de Egeïsche zee. De dorpen zijn nog zeer authentiek.

## Geschiedenis
- Er zijn aanwijzingen dat er in het midden van de kopertijd (3200 - 2000 v. Chr.) en de vroege periode van de bronstijd (2000 – 1600 v.Chr.) een nederzetting is geweest ten noorden van het huidige Perama. In 1949 – 1950 is daar door de archeologen Cook en Bayne onderzoek naar gedaan. Zij vonden servies en scheepsresten van een type dat vergelijkbaar was met die uit Chios. Later werd dit gebied bebouwd, zodat de locatie nu onbereikbaar is geworden.

## Plaatsen in de deelgemeente Gera
De deelgemeente Gera heeft 6 plaatsen volgens onderstaande tabel
| Naam plaats | Griekse spelling | inwoners 2001 | ligging               |
| ----------- | ---------------- | ------------- | --------------------- |
| Mesagros    | Μεσαγρός         | 1.048         | 39° 2′ NB, 25° 27′ OL |
| Paleokipos  | Παλαιόκηπος      | 1.283         | 39° 3′ NB, 26° 27′ OL |
| Pappados    | Παππάδος         | 1.640         | 39° 2′ NB, 26° 27′ OL |
| Perama      | Πέραμα           | 633           | 39° 3′ NB, 26° 30′ OL |
| Plakados    | Πλακάδος         | 343           | 39° 3′ NB, 26° 27′ OL |
| Skopelos    | Σκόπελος         | 2.038         | 39° 2′ NB, 26° 27′ OL |
|             | totaal           | 6.985         |                       |

## Bijzonderheden

### Mesagros
Mesagros en Skopelos zijn bijna samengevloeid tot één dorp. Vlak voor het dorp ligt nog een oud Turks kerkhof. In het dorp staan nog de resten van een moskee en een Turks badhuis.

### Paleokipos
Dit zou de geboorteplaats van Ottomaans-Turkse admiraal en kaper Barbarossa Khair ad Din zijn.

### Papados
- Centrum van de gemeente.

### Perama
- Perma kende vroeger een grote rijkdom. Er stonden een paar grote olijffabrieken en leerfabrieken.
- Pontje. Vanaf hier vaart er op verzoek een voetgangerspontje naar het gehucht Koundouroudia aan de overkant van de Golf van Gera met bijna 900 meter oversteek.
- Olijfoliemuseum. In de voormalige leerfabriek is in 2009 een olijfmuseum geopend.

### Tarti
- Kleine baai, bijzonder geliefd bij de Griekse jeugd als ontmoetingsplaats. Ligging 38° 59′ NB, 26° 29′ OL